# Isodontia elegans
Isodontia elegans är en biart som först beskrevs av Frederick Smith 1856.
Isodontia elegans ingår i släktet Isodontia och familjen grävsteklar. Inga underarter finns listade i Catalogue of Life.

## Bildgalleri

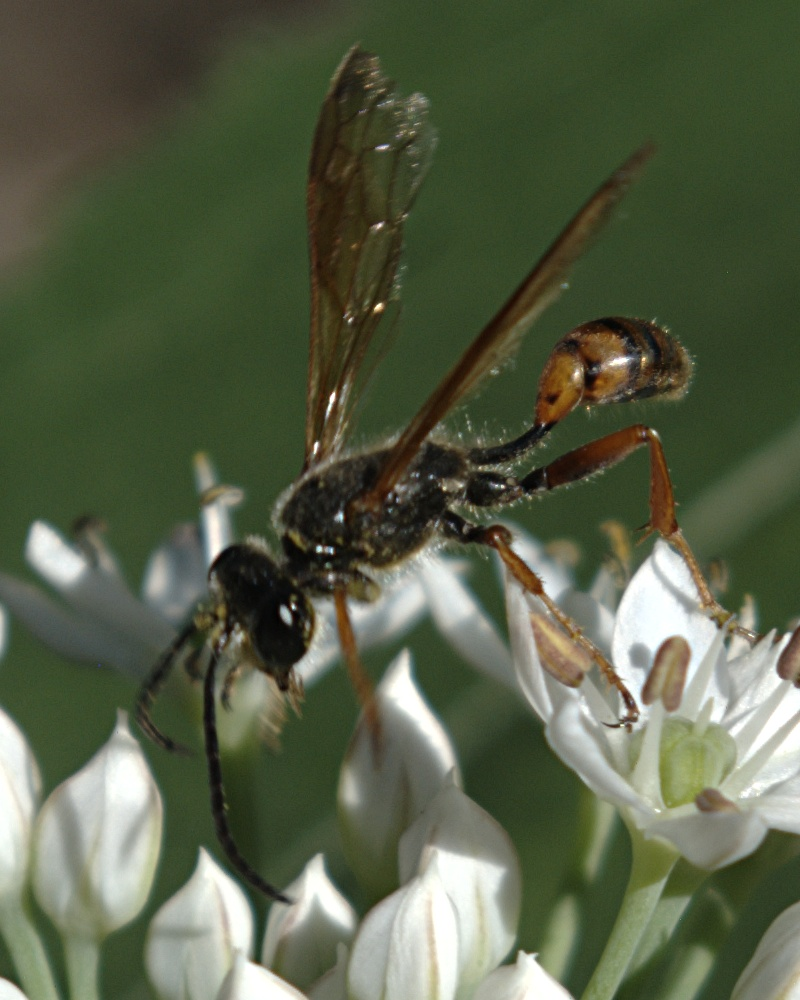